# حب الكريش
حب الكريش أو القفية جنس نباتي يتبع الفصيلة الصندلية. يضم 325 نوعاً من النباتات معظمها شبه طفيلية. توجد هذه الأنواع في قارات العالم القديم ولكن معظمها ينتشر في جنوب إفريقية.

## من أنواعه
- حب الكريش الأخضر الأوراق (باللاتينية: Thesium viridifolium)
- حب الكريش الألبي (باللاتينية: Thesium alpinum)
- حب الكريش البرانسي (باللاتينية: Thesium pyrenaicum)
- حب الكريش الصيني (باللاتينية: Thesium chinense)
- حب الكريش طويل الأزهار (باللاتينية: Thesium longiflorum)
- حب الكريش الهيمالايي (باللاتينية: Thesium himalense)
- حب الكريش المتفرع (باللاتينية: Thesium ramosum)
- حب الكريش المنكسر (باللاتينية: Thesium refractum)